# Beretta MAB 18/30
Il Moschetto Automatico Beretta Mod.18/30 o MAB 18/30 è un fucile semiautomatico italiano prodotto negli anni fra la prima e la seconda guerra mondiale.
Fu poi prodotto su licenza in Argentina dalla Hafdasa come Ballester-Rigaud C1.

## Storia
Il MAB 18/30 è una versione del Beretta MAB 18 specificamente concepita per le forze di polizia; l'intera produzione andò a beneficiare la Milizia Forestale e nel dopoguerra il Corpo Forestale dello Stato, nel quale l'arma rimase in servizio fino a non molti anni fa, attualmente viene ancora utilizzata dal Corpo Forestale dello Stato per servizi di rappresentanza e cerimonie.

## Caratteristiche
Il funzionamento è in sola modalità semiautomatica; il funzionamento rimane a massa battente con chiusura labile a massa battente e percussore flottante con sicurezza automatica contro lo sparo accidentale.